# علاقات ليبيا الخارجية

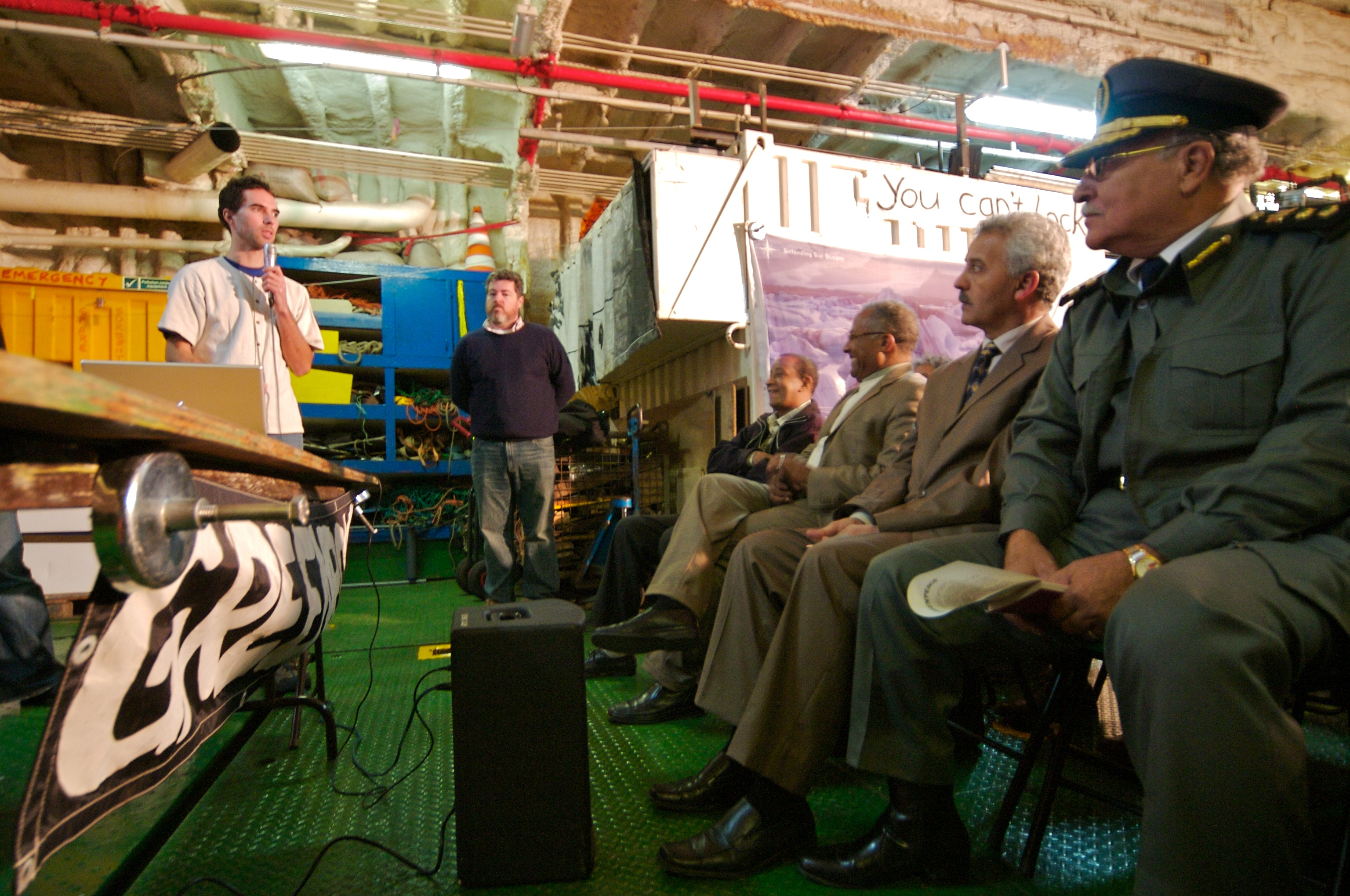
مديري منظمة السلام الأخضر يجتمعون مع مسؤولين من نظام معمر القذافي.

أعادت ليبيا فتح صفحة جديدة فيما يتعلق بالكثير من علاقاتها الخارجية عقب انتهاء الحرب الأهلية الليبية، وذلك تزامنًا مع الإطاحة بمعمر القذافي وانخماد الحرب الأهلية الليبية الثانية. تولت نجلاء منقوش منصب وزير الخارجية منذ 15 مارس 2021، وعلى الرغم من إغلاق العديد من السفارات الأجنبية في طرابلس في عام 2014 بسبب الحرب، أُعيد افتتاح ثلاثين بعثة دبلوماسية في العاصمة الليبية بحلول نهاية عام 2017.

## السياسة الخارجية
أشار المجلس الوطني في «بيانه التأسيسي» الصادر في 5 مارس 2011، «نطالب المجتمع الدولي الوفاء بالتزاماته بشأن حماية الشعب الليبي من أي إبادة جماعية وجرائم أخرى مُرتكبة ضد الإنسانية دون أي تدخل عسكري مباشر على الأراضي الليبية». جرى تعيين علي العيساوي متحدثًا باسم الشؤون الخارجية للمجلس الوطني في مارس 2011. لاحقًا، حل محمود جبريل محل علي العيساوي وجرى تعيينه رئيسًا للشؤون الدولية.
دعا المجلس الوطني الانتقالي المجتمع الدولي إلى مساعدته في الجهود التي يبذلها بشأن إزاحة العقيد معمر القذافي، حاكم ليبيا منذ عام 1969، والموالين له. طالب المسؤولون بتزويدهم بالإمدادات الطبية والأموال والأسلحة وغيرها من أشكال المساعدات الخارجية. في أواخر يونيو عام 2011، اقترح المجلس الوطني الانتقالي استخدام الأصول المجمدة الدولية للقذافي ودائرة المقربين منه ضمانًا للقروض، وحذر وزير المالية، علي الترهوني من أن حكومته بدأت بالإفلاس فعليًا. طالب المجلس الوطني الانتقالي سابقًا بإلغاء تجميد هذه الأصول ونقلها إلى بنغازي، وأشار مسؤولو إدارة أوباما في الولايات المتحدة إلى أنهم سيحاولون الوفاء بها.
صرح مسؤولو المجلس الوطني الانتقالي أنهم يعتزمون مكافأة الدول التي ستبادر بالاعتراف بالمجلس ممثلًا شرعيًا لليبيا، فضلًا عن الدول التي شاركت في التدخل العسكري الدولي لقمع قوات القذافي. قدم المجلس الوطني العديد من الحوافز للدول التي اعتبرها حليفة له، بما في ذلك عقود نفط مواتية وغيرها من الروابط الاقتصادية. في 15 يوليو 2011، أخبر متحدث باسم المجلس أعضاء مجموعة أصدقاء ليبيا في اسطنبول، تركيا، أن حكومته لن تبرم أي عقود نفط جديدة وأنه ينبغي تشكيل حكومة منتخبة قبل إبرام أي صفقات جديدة.
بعد أن اقتحمت القوات المناهضة للقذافي العاصمة الليبية، طرابلس، صرح مدير المعلومات في شركة الخليج العربي للنفط التي تولى المجلس الوطني الانتقالي إدارتها في 22 أغسطس أنه وبمجرد استئناف ليبيا لصادرات النفط، فإن حكومتها الجديدة «قد تنخرط في بعض القضايا السياسية مع روسيا والصين والبرازيل» وأنها ستفضل الدول الغربية والعربية التي دعمت الثورة ضد القذافي عند منح عقود النفط. مع ذلك، في 23 أغسطس، ذكر وزير الخارجية البرازيلي، أنطونيو باتريوتا أن حكومته ستحرص على «احترام العقود» في حال تولي المجلس الوطني الانتقالي السلطة في ليبيا، ولن تُعاقَب البرازيل على موقفها. في 1 سبتمبر، جادل ممثل المجلس الوطني الانتقالي في باريس أن الحكومة الليبية الجديدة لن تمنح عقود النفط على أساس السياسة، على الرغم من أنه أشار إلى أن عددًا من الشركات الغربية، بما في ذلك شركة بي بي وتوتال إنرجيز وإني وغيرها من «الشركات الأمريكية الكبرى»، تمتلك «سجلًا جيدًا في قطاع النفط الليبي».

## تاريخ السياسة الخارجية
شهدت علاقات ليبيا الخارجية خلال عهد معمر القذافي (1969-2011) الكثير من التقلبات والتغييرات. اتسمت كذلك بالتوتر الشديد مع الدول الغربية والسياسات الوطنية الأخرى في الشرق الأوسط وأفريقيا، بما في ذلك الدعم المالي والعسكري الذي قدمته الحكومة الليبية إلى العديد من الجماعات شبه المسلحة والمتمردة.

## ردود الفعل الدولية
خلال الحرب الأهلية الليبية، اعترف ما لا يقل عن 100 دولة والعديد من المنظمات الدولية، بما في ذلك الأمم المتحدة، بالمجلس الوطني الانتقالي باعتباره السلطة الشرعية لليبيا أو ما يوازي ذلك. منذ نهاية الحرب، اعترفت عدة دول أخرى بالمجلس الوطني الانتقالي حكومة مؤقتة لليبيا.

## عضوية المنظمات الحكومية الدولية
في أواخر فبراير 2011، جرى تعليق عضوية ليبيا في جامعة الدول العربية بسبب قصف قوات القذافي للمدنيين خلال الاحتجاجات التي اندلعت ضد حكومته. في مطلع يونيو، أكد نائب رئيس مجلس الإدارة عبد الحفيظ غوقة، المتحدث الدائم باسم المجلس الوطني، على نية حكومته إعادة دمج ليبيا في العالم العربي. في 27 أغسطس، أُعيد تفعيل عضوية ليبيا ممثلةً بالمجلس الوطني الانتقالي.
في 26 أغسطس 2011، دعا مجلس السلام والأمن التابع للاتحاد الأفريقي إلى تشكيل حكومة وحدة وطنية تضم من تبقى من حكومة القذافي إلى جانب أعضاء المجلس الوطني الانتقالي عوضًا عن الاعتراف دبلوماسيًا بالمجلس الوطني الانتقالي ممثلًا قانونيًا لليبيا. تعهد الرئيس مصطفى عبد الجليل بالتزام المجلس بحماية حقوق الإنسان، والحرص على أمن ليبيا من خلال إجراء عملية مصالحة بعد الحرب، والتحول إلى الديمقراطية الكاملة في مؤتمر مجموعة أصدقاء ليبيا في باريس في 1 سبتمبر، وذكر متحدث باسم مفوضية الاتحاد الأفريقي أن المفوضية «مطمئنة» وستطرح مسألة الاعتراف للنقاش مرة أخرى. توترت العلاقات بين الاتحاد الأفريقي والمجلس الوطني الانتقالي بسبب تكرار التقارير التي تفيد بوقوع جرائم كراهية، بما في ذلك الاعتقالات التعسفية وعمليات الإعدام غير القانونية، والتي ارتُكبت ضد السود في تاورغاء وطرابلس ومناطق أخرى في ليبيا. في 20 سبتمبر 2011، اعترف الاتحاد الأفريقي رسميًا بالمجلس الوطني الانتقالي بوصفه الممثل الشرعي لليبيا.
طالب المجلس الوطني الانتقالي بتمثيل مقعد ليبيا في الأمم المتحدة. كانت الأمم المتحدة كذلك عضوًا في مجموعة أصدقاء ليبيا. في 1 سبتمبر، ذكر الأمين العام بان كي مون، القائد الاسمي للأمم المتحدة، أن الأمم المتحدة تسعى للعمل إلى جانب «السلطة الليبية» على مساعدة ليبيا للتوجه نحو الديمقراطية. أيد بان كي مون قرارًا اقترحه مجلس الأمن التابع للأمم المتحدة حول تدوين دور الهيئة الدولية في دعم الديمقراطية والاستقرار الليبيين. على الرغم من أن المجلس الوطني الانتقالي رحب بقرار مجلس الأمن التابع للأمم المتحدة 1973، والذي سُمِح بموجبه قصف أهداف عسكرية ليبية بقيادة حلف شمال الأطلسي، رفض مقترحات وضع وحدات لحفظ السلام تابعة للأمم المتحدة في ليبيا بعد الحرب، مجادلًا بعدم رغبته بنشر قوات أجنبية على الأراضي الليبية. في 16 سبتمبر 2011، صوتت الجمعية العامة للأمم المتحدة، بحصيلة بلغت 114 دولة مؤيدة من الأعضاء مقابل 17 دولة معارضة، حول الاعتراف بالمجلس الوطني الانتقالي باعتباره ممثل مقعد ليبيا في الأمم المتحدة.

## العلاقات الدبلوماسية
قائمة الدول التي تربطها علاقات دبلوماسية بليبيا:
| #   | الدولة                      | التاريخ        |
| --- | --------------------------- | -------------- |
| 1   | المملكة المتحدة             | 24 ديسمبر 1951 |
| 2   | الولايات المتحدة            | 24 ديسمبر 1951 |
| 3   | فرنسا                       | 1 يناير 1952   |
| 4   | إيطاليا                     | 21 فبراير 1952 |
| 5   | باكستان                     | 16 يوليو 1952  |
| 6   | الهند                       | 20 يوليو 1952  |
| 7   | تركيا                       | 30 ديسمبر 1952 |
| 8   | اليونان                     | 1952           |
| 9   | مصر                         | 3 سبتمبر 1953  |
| 10  | العراق                      | 21 مايو 1955   |
| 11  | ألمانيا                     | 3 يونيو 1955   |
| 12  | روسيا                       | 4 سبتمبر 1955  |
| 13  | صربيا                       | 2 أكتوبر 1955  |
| 14  | هولندا                      | 1955           |
| 15  | بلجيكا                      | 15 مايو 1956   |
| 16  | تونس                        | 22 يونيو 1956  |
| 17  | السعودية                    | 1956           |
| 18  | اليابان                     | 2 يونيو 1957   |
| 19  | المغرب                      | 17 سبتمبر 1958 |
| 20  | النمسا                      | 22 أبريل 1960  |
| 21  | جمهورية التشيك              | 16 مايو 1960   |
| 22  | اليمن                       | 22 أغسطس 1960  |
| 23  | غانا                        | 1960           |
| 24  | السويد                      | 1960           |
| 25  | إسبانيا                     | 14 يناير 1961  |
| 26  | الأردن                      | 30 أغسطس 1961  |
| 27  | سويسرا                      | 5 سبتمبر 1961  |
| 28  | الكويت                      | 24 ديسمبر 1961 |
| 29  | الدنمارك                    | 4 أبريل 1962   |
| 30  | تشاد                        | 1962           |
| 31  | نيجيريا                     | 1962           |
| 32  | بلغاريا                     | 1 يوليو 1963   |
| 33  | الجزائر                     | 24 أغسطس 1963  |
| 34  | بولندا                      | 2 ديسمبر 1963  |
| 35  | السودان                     | 1963           |
| 36  | سوريا                       | 1963           |
| 37  | مالطا                       | 15 يونيو 1965  |
| 38  | فنزويلا                     | 18 يونيو 1965  |
| 39  | فنلندا                      | 28 سبتمبر 1965 |
| 40  | النيجر                      | 17 نوفمبر 1965 |
| 41  | النرويج                     | 20 يوليو 1966  |
| 42  | البرازيل                    | 9 أبريل 1967   |
| 43  | المجر                       | 2 يوليو 1967   |
| 44  | إيران                       | 30 ديسمبر 1967 |
| 45  | الصومال                     | 30 ديسمبر 1967 |
| 46  | غينيا                       | 26 مارس 1968   |
| 47  | كندا                        | 26 أكتوبر 1968 |
| 48  | جمهورية الكونغو الديمقراطية | يونيو 1969     |
| 49  | الكاميرون                   | 3 أغسطس 1969   |
| 50  | موريتانيا                   | 9 يناير 1970   |
| 51  | ألبانيا                     | 6 مايو 1970    |
| 52  | جمهورية إفريقيا الوسطى      | 6 مايو 1971    |
| 53  | تشيلي                       | 20 مايو 1971   |
| 54  | أفغانستان                   | 1 أغسطس 1971   |
| 55  | السنغال                     | 2 فبراير 1972  |
| 56  | أوغندا                      | 13 فبراير 1972 |
| 57  | الإمارات العربية المتحدة    | 24 مايو 1972   |
| 58  | غيانا                       | 9 أغسطس 1972   |
| 59  | مالي                        | 17 نوفمبر 1972 |
| 60  | سريلانكا                    | 1972           |
| 61  | بنما                        | 21 مارس 1973   |
| 62  | بنين                        | 31 مارس 1973   |
| 63  | جمهورية الكونغو             | 7 أبريل 1973   |
| 64  | بوروندي                     | 19 أبريل 1973  |
| 65  | ترينيداد وتوباغو            | سبتمبر 1973    |
| 66  | الغابون                     | 1 نوفمبر 1973  |
| 67  | توغو                        | 3 نوفمبر 1973  |
| 68  | قبرص                        | 8 نوفمبر 1973  |
| 69  | الأرجنتين                   | 12 ديسمبر 1973 |
| 70  | غامبيا                      | 1973           |
| 71  | كوريا الشمالية              | 23 يناير 1974  |
| 72  | مدغشقر                      | 9 فبراير 1974  |
| 73  | رومانيا                     | 14 فبراير 1974 |
| 74  | ليبيريا                     | 1 أبريل 1974   |
| 75  | ماليزيا                     | 22 أبريل 1974  |
| 76  | بيرو                        | 28 أبريل 1974  |
| 77  | رواندا                      | 10 مايو 1974   |
| 78  | غينيا بيساو                 | 4 يوليو 1974   |
| 79  | كوستاريكا                   | 30 نوفمبر 1974 |
| 80  | بنغلاديش                    | 14 ديسمبر 1974 |
| 81  | البحرين                     | 22 فبراير 1975 |
| 82  | فيتنام                      | 15 مارس 1975   |
| 83  | تنزانيا                     | 15 أبريل 1975  |
| 84  | المكسيك                     | 6 أغسطس 1975   |
| 85  | إثيوبيا                     | 11 أكتوبر 1975 |
| 86  | المالديف                    | 17 نوفمبر 1975 |
| 87  | سيراليون                    | 18 نوفمبر 1975 |
| 88  | قطر                         | 19 نوفمبر 1975 |
| 89  | نيبال                       | 30 ديسمبر 1975 |
| 90  | البرتغال                    | 1975           |
| 91  | موريشيوس                    | 17 فبراير 1976 |
| 92  | كوبا                        | 1 مارس 1976    |
| 93  | أنغولا                      | 30 مارس 1976   |
| 94  | جزر القمر                   | 1 أبريل 1976   |
| 95  | سورينام                     | 17 مايو 1976   |
| 96  | منغوليا                     | 16 يونيو 1976  |
| 97  | جامايكا                     | 24 يونيو 1976  |
| 98  | لاوس                        | 26 يوليو 1976  |
| 99  | سيشل                        | 15 أغسطس 1976  |
| 100 | الفلبين                     | 17 نوفمبر 1976 |
| 101 | بوتسوانا                    | 14 مارس 1977   |
| 102 | تايلاند                     | 16 مارس 1977   |
| 103 | ساو تومي وبرينسيب           | مارس 1977      |
| 104 | جمهورية أيرلندا             | 2 يوليو 1977   |
| 105 | أستراليا                    | 4 يناير 1978   |
| 106 | جيبوتي                      | 24 يوليو 1978  |
| 107 | الصين                       | 9 أغسطس 1978   |
| 108 | الإكوادور                   | 1 سبتمبر 1978  |
| 109 | كينيا                       | 7 نوفمبر 1978  |
| 110 | هايتي                       | 18 يناير 1979  |
| 111 | تونغا                       | 2 مارس 1979    |
| 112 | زيمبابوي                    | يونيو 1980     |
| 113 | كوريا الجنوبية              | 29 ديسمبر 1980 |
| 114 | بوركينا فاسو                | 12 يناير 1981  |
| 115 | نيكاراغوا                   | 19 مايو 1981   |
| 116 | موزمبيق                     | ديسمبر 1981    |
| 117 | نيوزيلندا                   | 4 مايو 1983    |
| 118 | فانواتو                     | 29 مايو 1986   |
| 119 | زامبيا                      | 1986           |
| 120 | ساحل العاج                  | 6 أكتوبر 1989  |
| 121 | كمبوديا                     | 16 فبراير 1990 |
| 122 | ناميبيا                     | 8 مايو 1990    |
| 123 | الأوروغواي                  | 4 أكتوبر 1991  |
| 124 | إندونيسيا                   | 17 أكتوبر 1991 |
| 125 | كازاخستان                   | 13 مارس 1992   |
| 126 | أذربيجان                    | 16 مارس 1992   |
| 127 | أوكرانيا                    | 17 مارس 1992   |
| 128 | البوسنة والهرسك             | 28 أكتوبر 1992 |
| 129 | تركمانستان                  | 8 ديسمبر 1992  |
| 130 | سلوفاكيا                    | 1 يناير 1993   |
| 131 | قرغيزستان                   | 25 فبراير 1993 |
| 132 | جورجيا                      | 10 مايو 1994   |
| 133 | جنوب إفريقيا                | 14 مايو 1994   |
| 134 | مولدوفا                     | 9 ديسمبر 1994  |
| 135 | مقدونيا الشمالية            | 14 أبريل 1995  |
| 136 | كولومبيا                    | 16 مايو 1996   |
| 137 | بيلاروس                     | 30 أغسطس 1996  |
| —   | الكرسي الرسولي              | 10 مارس 1997   |
| 138 | إرتريا                      | 5 فبراير 1998  |
| 139 | طاجيكستان                   | 27 أبريل 1998  |
| 140 | مالاوي                      | 1998           |
| 141 | سان مارينو                  | 20 أكتوبر 1999 |
| 142 | كرواتيا                     | 30 مارس 2000   |
| 143 | أرمينيا                     | 19 يونيو 2000  |
| 144 | غرينادا                     | 24 يوليو 2000  |
| 145 | دومينيكا                    | 10 يناير 2001  |
| 146 | غينيا الإستوائية            | 11 فبراير 2001 |
| 147 | أيسلندا                     | 15 مارس 2004   |
| 148 | سانت فينسنت والغرينادين     | 2 ديسمبر 2005  |
| 149 | سنغافورة                    | 3 مارس 2006    |
| 150 | لاتفيا                      | 16 فبراير 2007 |
| 151 | هندوراس                     | 12 يوليو 2007  |
| 152 | أنتيغوا وباربودا            | 31 أغسطس 2007  |
| 153 | غواتيمالا                   | 5 سبتمبر 2007  |
| 154 | سلوفينيا                    | 19 سبتمبر 2007 |
| 155 | جمهورية الدومينيكان         | 28 سبتمبر 2007 |
| 156 | ليتوانيا                    | 11 يونيو 2008  |
| 157 | بوليفيا                     | 13 أغسطس 2008  |
| 158 | إستونيا                     | 17 ديسمبر 2008 |
| 159 | سانت لوسيا                  | 30 أكتوبر 2009 |
| 160 | أوزبكستان                   | 27 أكتوبر 2010 |
| 161 | الجبل الأسود                | 9 فبراير 2011  |
| 162 | باراغواي                    | 9 فبراير 2011  |
| —   | كوسوفو                      | 14 مايو 2014   |
| 163 | جنوب السودان                | 20 مارس 2024   |
| 164 | بروناي                      | غير محدد       |
| 165 | الرأس الأخضر                | غير محدد       |
| 166 | إسواتيني                    | غير محدد       |
| 167 | لبنان                       | غير محدد       |
| 168 | ليسوتو                      | غير محدد       |
| 169 | لوكسمبورغ                   | غير محدد       |
| 170 | سلطنة عمان                  | غير محدد       |
| —   | دولة فلسطين                 | غير محدد       |

## العلاقات الثنائية

### أفريقيا
| الدولة       | بداية العلاقات الرسمية | ملاحظات |
| ------------ | ---------------------- | --- |
| الجزائر      | 24 أغسطس 1963          | انظر: العلاقات الليبية الجزائرية. اتخذ المجلس الوطني الانتقالي في بعض الأحيان موقفًا عدائيًا تجاه الحكومات التي اتهمها بدعم القذافي في الحرب الأهلية, وخاصة الجزائر التي زعم أنها سمحت لحكومة القذافي بنقل المرتزقة والمعدات العسكرية عبر أراضيها. رد المجلس الوطني الانتقالي بقسوة بعد دخول العديد من أعضاء حكومة القذافي، بما في ذلك أفراد عائلته، إلى الجزائر ومنحهم اللجوء السياسي في الجزائر. وفي 29 أغسطس 2011م، قال المجلس إن إيواء الجزائر للقذافي أو أفراد عائلته سيُنظر إليه على أنه "عمل عدواني". ومع ذلك، وفي حين سمحت الحكومة الجزائرية لأقارب القذافي في البقاء بالبلاد، إلا أنها حذرت عائشة القذافي لأكثر من مرة بشأن التعليقات السياسية التي أدلت بها وانتقادها المجلس الوطني الانتقالي أثناء تواجدها في الجزائر. في 6 أبريل 2012م، التقى الزعيم الليبي مصطفى عبد الجليل بالرئيس الجزائري عبد العزيز بوتفليقة في الجزائر العاصمة. وبعد الاجتماع، أعرب عن ثقته في "أن الجزائر لن تؤوي أولئك الذين يمثلون تهديداً لأمن ليبيا"، في إشارة واضحة منه إلى أفراد أسرة القذافي الذين مُنحوا حق اللجوء في الجزائر في وقت سابق. كما ناقش المسؤولون الليبيون والجزائريون التعاون في مجال أمن الحدود. |
| بوركينا فاسو | 12 يناير1981           | انظر: العلاقات بين ليبيا وبوركينا فاسو. |
| مصر          | 3 سبتمبر1953           | انظر: العلاقات المصرية الليبية أقامت البلدان علاقات دبلوماسية في 3 سبتمبر عام 1953م، وذلك عندما قدم أول وزير ليبي في مصر أوراق اعتماده إلى الجنرال نجيب. أيدت مصر إعادة ليبيا إلى عضوية المجلس الوطني الانتقالي في جامعة الدول العربية، وكان ذلك في أغسطس 2011م، واعترفت رسميًا بالمجلس الوطني الانتقالي في نفس اليوم، حيث صوتت المنظمة العربية برئاسة وزير الخارجية المصري السابق نبيل العربي لصالح ذلك. |
| إثيوبيا      | 11 أكتوبر 1975         | أقامت البلدان علاقات دبلوماسية فيما بينهما في 11 أكتوبر عام 1975م، عندما قدم أول سفير ليبي لدى إثيوبيا أوراق اعتماده. |
| غينيا بيساو  | 4 يوليو 1974           | أقامت البلدان علاقات دبلوماسية في 4 يوليو عام 1974م، عندما تم توقيع اتفاقية لفتح سفارة لليبيا في عاصمة غينيا بيساو. |
| ليبيريا      | 1 أبريل 1974           | انظر: العلاقات الليبيرية الليبية. |
| مالي         | 17 نوفمبر1972          | انظر: العلاقات الليبية المالية. أقامت البلدان علاقات دبلوماسية في 17 نوفمبر عام 1972م، عندما قدم أول سفير ليبي في مالي، محمد أحمد المقرحي، أوراق اعتماده للرئيس موسى تراوري. بعد وفاة معمر القذافي، قال الرئيس المالي أمادو توماني توري إنه يقبل سلطة المجلس الوطني الانتقالي، وأعرب مع الرئيس الجزائري عبد العزيز بوتفليقة عن أمله في "تسوية سريعة للأزمة في هذا البلد، بما يتماشى مع تطلعات الشعب الليبي". في يناير 2012م، أصبحت مالي أول دولة في أفريقيا توافق على قبول السجناء المدانين من قبل المحكمة الجنائية الدولية، التي تريد محاكمة سيف الدين القذافي والعديد من المسؤولين السابقين في النظام الليبي. |
| موريتانيا    | 9 يناير 1970           | انظر: العلاقات الليبية المريتانية. |
| ناميبيا      | 8 مايو 1990            | - ليبيا لديها سفارة في ويندهوك. - نامبيا معتمدة من قبل ليبيا من خلال سفارتها في مدينة الجزائر. |
| النيجر       | 17 نوفمبر 1965         | انظر: العلاقات الليبية النيجرية. كانت العلاقات الليبية مع النيجر متوترة إلى حد ما منذ تشكيل المجلس الوطني الانتقالي، على الرغم من اعتراف النيجر بالمجلس الوطني الانتقالي باعتباره السلطة الحاكمة الشرعية في ليبيا في 27 أغسطس 2011. في أوائل سبتمبر 2011م، عبرت قافلة كبيرة من المركبات العسكرية الليبية التي قال المجلس الوطني الانتقالي إنها تضم مخزونات من سبائك الذهب التابعة للخزانة الليبية، فضلاً عن أعضاء حكومة القذافي، إلى النيجر، بمساعدة من الطوارق النيجريين. ودعا المجلس الوطني الانتقالي الحكومة النيجرية إلى وقف القافلة واعتقال أعضاء الحكومة المطلوبين، محذرًا من العواقب المترتبة على العلاقات بين ليبيا والنيجر إذا فشلت في القيام بذلك. |
| جنوب إفريقيا | 14 مايو 1994           | انظر: العلاقات الليبية الجنوب إفريقية. كانت العلاقات بين ليبيا وجنوب أفريقيا تتسم بالودية قبل الحرب الأهلية. وحافظت حكومة جنوب إفريقيا على سياسة الحياد أثناء الصراع، من خلال رفضها الاعتراف بالمجلس الوطني الانتقالي حتى بعد تصويت الجمعية العامة للأمم المتحدة على ذلك. وبوصفها طرفً محايدًا ظاهريًا دافعت حكومة جنوب أفريقيا عن خارطة الطريق للأتحاد الأفريقي للسلام, وفي نهاية المطاف أعترفت جنوب إفريقيا بالمجلس الوطني الانتقالي تحت ضغط دولي كبير، وكان ذلك في سبتمبر 2011م قبل شهر واحد من نهاية الحرب. بعد القبض على القذافي وقتله في أكتوبر 2011م، أصدرت حكومة جنوب أفريقيا بيانًا قالت فيه أنها تأمل أن يؤدي سقوط سرت إلى احلال السلام في ليبيا. |
| تونس         | 22 يونيو 1956          | انظر: العلاقات الليبية التونسية. أقامت الدولتان علاقات دبلوماسية في 22 يونيو عام 1956م، عندما قدم السيد عبد السلام بسيكري، أول سفير ليبي في تونس أوراق اعتماده إلى المسؤولين في تونس. خلال الحرب الأهلية، ظلت تونس محايدة رسميًا. ومع ذلك، وباعتبارها دولة مجاورة، فقد استقبلت عشرات الآلاف من اللاجئين الليبيين الفارين من الصراع، وأقاموا معسكرات على طول الحدود الدولية. وفي 20 أغسطس عام 2011م، اعترفت الحكومة المؤقتة في تونس بالمجلس الوطني الانتقالي باعتباره السلطة الشرعية في البلاد. |

### الأمريكتين
| الدولة           | بداية العلاقات الرسمية | ملاحظات |
| ---------------- | ---------------------- | --- |
| الأرجنتين        | 12 ديسمبر 1973         | انظر: العلاقات الأرجنتينية الليبية. - الارجنتين لديها سفارة في طرابلس. - ليبيا لديها سفارة في بوينس ايرس. |
| بوليفيا          | 13 أغسطس 2008          | انظر: العلاقات البوليفية الليبية. |
| البرازيل         | 9 أبريل 1967           | انظر: العلاقات البرازيلية الليبية. - البرازيل معتمدة لدى ليبيا من خلال سفارتها في تونس العاصمة. - لدى ليبيا سفارة في برازليا. - امتنعت البرازيل، باعتبارها عضواً غير دائم في مجلس الأمن التابع للأمم المتحدة، عن التصويت على قرار يقضي باتخاذ "كل التدابير الضرورية" ضد الزعيم الليبي معمر القذافي. - عارضت البرازيل القذف في ليبيا تنفيذًا لقرار مجلس الأمن التابع للأمم المتحدة رقم 1973، وقالت أن مثل ذلك يحدث فقط عندما تكون الأمم المتحدة ضعيفة |
| كندا             | 26 أكتوبر 1968         | انظر: العلاقات الكندية الليبية. - كندا معتمدة من قبل ليبيا من خلال سفارتها في العاصمة تونس- تونس. - ليبيا لديها سفارة في أوتاوا. |
| تشيلي            | 20 مايو 1971           | انظر: العلاقات التشيلية الليبية. - تشيلي معتمدة من قبل ليبيا من خلال سفارتها في القاهرة- مصر. - ليبيا لديها سفارة في سانتياغو. |
| كوستاريكا        | 30 نوفمبر 1974         | انظر: العلاقات الكوستاريكية الليبية. |
| كوبا             | 1 مارس 1976            | انظر: العلاقات الكوبية الليبية. |
| غرينادا          | 24 يوليو 2000          | انظر: العلاقات الليبية الغرينادية. |
| المكسيك          | 6 أغسطس 1975           | انظر: العلاقات الليبية المكسيكية. - ليبيا لديها سفارة في مكسيكو سيتي. - المكسيك معتمدة من قبل ليبيا من خلال سفارتها في مدينة الجزائر- الجزائر. |
| نيكاراغوا        | 19 مايو 1981           | انظر: العلاقات الليبية النيكاراغوية. |
| بيرو             | 28 أبريل 1974          | انظر: العلاقات الليبية البيروية. - ليبيا معتمدة لدى بيرو من خلال سفارتها في برازيليا- البرازيل. - بيرو معتمدة لدى ليبيا من خلال سفارتها في مدينة الجزائر- الجزائر. |
| سورينام          | 17 مايو 1976           | انظر: العلاقات الليبية السوريتامية. |
| الولايات المتحدة | 24 ديسمبر 1951         | انظر: العلاقات الأمريكية الليبية. أقامت البلدان علاقات دبلوماسية فيما بينهما في 24 ديسمبر عام 1951م. كانت الولايات المتحدة حليفًا رئيسيًا للمجلس الوطني الانتقالي أثناء الحرب ضد القذافي، حيث أطلقت عملية فجر الأوديسة في 19 مارس 2011 بعد أن نجحت سوزان رايس ، سفيرتها لدى الأمم المتحدة، في إقناع المتشككين في منطقة حظر الطيران الليبية المقترحة في مجلس الأمن التابع للأمم المتحدة بالامتناع عن التصويت على القرار بدلاً من التصويت بـ "لا" أو ممارسة حق النقض. لعبت القوات الجوية الأمريكية ومشاة البحرية دورًا فعالاً في قمع الدفاعات الجوية الليبية قبل التحول نحو دور داعم في عملية الحامي الموحد. ستغرقت الولايات المتحدة وقتًا أطول من حلفاء المجلس الوطني الانتقالي الآخرين للاعتراف رسميًا بالمجلس باعتباره السلطة الشرعية في ليبيا، ولكنها سلمت في نهاية المطاف السفارة الليبية في واشنطن العاصمة إلى المجلس الوطني الانتقالي في أوائل أغسطس. |
| فنزويلا          | 18 يونيو 1965          | انظر: العلاقات الليبية الفنزويلية. |

### آسيا
| الدولة                   | بداية العلاقات الرسمية | ملاحظات |
| ------------------------ | ---------------------- | --- |
| أذربيجان                 | 16 مارس 1992           | انظر: العلاقات الأذربيجانية الليبية. |
| بنغلاديش                 | 14 ديسمبر 1974         | انظر: العلاقات البنغالية الليبية. |
| الصين                    | 9 أغسطس 1978           | انظر: العلاقات الصينية الليبية. في البداية لم تدعم الصين الانتفاضة الليبية، وحثت حكومة معمر القذافي على العمل بسرعة لاستعادة الاستقرار في ليبيا. ومع ذلك، ومع استمرار الصراع، بدأ مسؤولو جمهورية الصين الشعبية في الاجتماع مع نظرائهم من المجلس الوطني الانتقالي، ودعوا محمود جبريل إلى بكين في أواخر يوليو لإجراء محادثات ثنائية. وقد عارضت جمهورية الصين الشعبية التدخل العسكري في ليبيا عام 2011 طوال الحرب الأهلية ، متهمة الغرب باستخدام القوة في محاولة لجلب ليبيا إلى نفوذها، والسعى إلى مواجهة ذلك من خلال منح المجلس الوطني الانتقالي مكانة دبلوماسية كبيرة.         |
| الهند                    | 20 يوليو 1952          | انظر: العلاقات الهندية الليبية. |
| إندونيسيا                | 17 October 1991        | انظر: العلاقات الإندونيسية الليبية. في 3 سبتمبر قال وزير الخارجية الإندونيسي أن حكومته تدعم المجلس الوطني الانتقالي في تنفيذ الانتقال السلمي نحو الديمقراطية. ومع ذلك فقد توقف وزير الخارجية عن الاعتراف بالمجلس الوطنى الانتقالي باعتباره السلطة الشرعية للبلاد، وفي تصويت الجمعية العامة للأمم المتحدة على اعتماد ممثل ليبيا الذي عينه المجلس في 16 سبتمبر، امتنعت إندونيسيا عن التصويت. |
| إيران                    | 30 ديسمبر1967          | انظر: العلاقات الليبية الإيرانية. |
| العراق                   | 21 مايو 1955           | انظر: العلاقات الليبية العراقية. أقامت البلدان علاقات دبلوماسية في 21 مايو عام1955م، عندما قدم السيد عبد المنعم الجيلاني، المبعوث فوق العادة والوزير المفوض للعراق لدى ليبيا، أوراق اعتماده. |
| إسرائيل                  |                        | انظر: العلاقات الإسرائيلية الليبية. أجرى الوزير الإسرائيلي أيوب كارا علاقات غير رسمية مع نظام القذافي، مستخدمًا حزب الحرية النمساوي كوسيط. وخلال المفاوضات، تعهد سيف الإسلام القذافي بالمساعدة في تأمين إطلاق سراح جلعاد شاليط من حماس ، والتوقيع على معاهدة سلام مع إسرائيل وزيارة إسرائيل شخصيًا مقابل قيام إسرائيل بالضغط على حلف شمال الأطلسي لوقف الغارات الجوية على ليبيا. ومع ذلك، انتهت المحادثات عندما سيطرت قوات المتمردين على طرابلس. وفي 16 سبتمبر عام 2011م، صوتت إسرائيل في الجمعية العامة للأمم المتحدة على اعتماد المجلس الوطني الانتقالي ممثلاً قانونيًا لليبيا. |
| اليابان                  | 2 يونيو 1957           | انظر: العلاقات اليابانية الليبية. |
| الأردن                   | 30 أغسطس1961           | انظر: العلاقات الليبية الأردنية. |
| كازاخستان                | 13 مارس 1992           | انظر: العلاقات الليبية الكازاخستانية. |
| كوريا الشمالية           | 23 يناير 1974          | انظر: العلاقات بين كوريا الشمالية وليبيا. - ليبيا معتمدة لدى كوريا الشمالية من خلال سفارتها في سيول- كوريا الجنوبية. - كوريا الشمالية لديها سفارة في طرابلس. |
| باكستان                  | 16 يوليو 1952          | انظر: العلاقات الليبية الباكستانية. |
| الفلبين                  | 17 نوفمبر 1976         | انظر: العلاقات الليبية الفلبينية. - لدى ليبيا سفارة في مانيلا. - الفلبين لديها سفارة في طرابلس. |
| قطر                      | 19 نوفمبر 1975         | انظر: العلاقات الليبية القطرية. كانت قطر ثاني دولة تعترف بالمجلس الوطني الانتقالي وأول دولة تعلن عن اتفاقية تجارية معه، حيث أعلنت في 27 مارس 2011 أنها ستسوق صادرات النفط الليبية من المحطات الشرقية التي تسيطر عليها عناصر مناهضة للقذافي . كما كانت أول دولة عربية تنضم للعمليات العسكرية الدولية في ليبيا، حيث ارسلت طائرات اعتراضية للمساعدة في فرض منطقة حظر الطيران اعتبارًا من 25 مارس. |
| كوريا الجنوبية           | 29 ديسمبر 1980         | انظر: العلاقات بين ليبيا وكوريا الجنوبية. تشكلت العلاقات الدبلوماسية بين جمهورية كوريا وليبيا في ديسمبر 1980 وفي (يناير 2015) عدد الكوريين الجنوبيين المقيمين في ليبيا: 48 |
| سوريا                    |                        | انظر: العلاقات الليبية السورية. استجاب الرئيس بشار الأسد، رئيس الدولة السوري البعثي، للحرب الأهلية السورية بطريقة قارنها المتظاهرون بشكل متكرر بقمع معمر القذافي في فبراير 2011 وما بعده. صوتت سوريا في الجمعية العامة للأمم المتحدة على اعتماد المجلس الوطني الانتقالي ممثلاً لليبيا في 16 سبتمبر عام 2011م. |
| تايلاند                  | 16 مارس 1977           | انظر: العلاقات الليبية التايلاندية. - أقامت البلدان علاقات دبلوماسية في 16 مارس 1977م. - ليبيا لديها سفارة في بانكوك. - تايلاند معتمدة من قبل ليبيا من خلال سفارتها في روما- إيطاليا. |
| تركيا                    | 30 ديسمبر 1952         | انظر: العلاقات الليبية التركية. - ليبيا لديها سفارة في أنقرة، وقنصلية عامة في أسطنبول- تركيا. |
| الإمارات العربية المتحدة | 24 مايو 1972           | انظر: العلاقات الليبية الإماراتية. |
| فيتنام                   | 15 مارس 1975           | انظر: العلاقات الليبية الفيتنامية. - أقامت البلدان علاقات دبلوماسية فيما بينهما في 15 مارس 1975م. - ليبيا لديها سفارة في هانوي. - فيتنام معتمدة من قبل ليبيا من خلال سفارتها في القاهرة- مصر. |
| اليمن                    | 22 أغسطس 1960          | انظر: العلاقات الليبية اليمنية. |

### أوربا
| الدولة          | بداية العلاقات الرسمية | ملاحظات |
| --------------- | ---------------------- | --- |
| ألبانيا         | 6 مايو 1970            | انظر: العلاقات الألبانية الليبية. |
| بيلاروس         | 30 أغسطس 1996          | انظر: العلاقات الليبية البيلاروسية. |
| كرواتيا         | 30 مارس 2000           | انظر: العلاقات الليبية الكرواتية. |
| قبرص            | 8 نوفمبر1973           | انظر: العلاقات الليبية القبرصية. |
| جمهورية التشيك  | 16 مايو 1960           | انظر: العلاقات الليبية التشيكية. |
| فرنسا           | 1 يناير 1952           | انظر: العلاقات الفرنسية الليبية. |
| ألمانيا         | 3 يونيو 1955           | انظر: العلاقات الألمانية الليبية. |
| اليونان         | 1952                   | انظر: العلاقات اليونانية الليبية. |
| إيطاليا         | 21 فبراير 1952         | انظر: العلاقات الإيطالية الليبية. |
| كوسوفو          | 14 مايو2014            | انظر: العلاقات الليبية الكوسوفية. أقامت البلدان علاقات دبلوماسية في 14 مايو عام 2014م. |
| ليتوانيا        | 11 يونيو 2008          | انظر: العلاقات الليبية الليتوانية. |
| مالطا           | 15 يونيو 1965          | انظر: العلاقات بين ليبيا ومالطا. |
| قبرص الشمالية   |                        | على الرغم من أن ليبيا لم تعترف رسميًا بقبرص الشمالية، إلا أن وزير الصحة الليبي عبد الرحمن علي الكيسة وقع في 30 أكتوبر 2011م بروتوكولًا مع نظيره القبرصي الشمالي لحجز 250 سريرًا في مستشفى جامعة الشرق الأدنى في شمال نيقوسيا لعلاج الليبيين المصابين. كما التقى أيضًا برئيس وزراء جمهورية شمال قبرص التركية إرسين كوتشوك. |
| النرويج         | 20 يوليو 1966          | انظر: العلاقات الليبية النرويجية |
| بولندا          | 2 ديسمبر1963           | انظر: العلاقات الليبية البولندية. في منتصف العقد الأول من القرن الحادي والعشرين، بدأت بولندا مثل بقية الدول الغربية في تحويل أنظارها إلى ليبيا بعد غياب دام ما يقرب من 20 عامًا. وفي بداية الحرب الأهلية، لم تكن الحكومة البولندية راغبة في المشاركة في أي عمل عسكري في ليبيا، لكنها دعت الأعضاء الآخرين في حلف شمال الأطلسي والاتحاد الأوروبي إلى استخدام طرق أخرى، لكن رئيس الوزراء دونالد توسك أكد أن بولندا ستشارك في بعض "الأنشطة المجتمعية". وفي نفس الوقت بدأت المنظمات غير الحكومية البولندية تقديم المساعدات إلى شرق ليبيا. ولم يتغير موقف الحكومة من ليبيا مع بداية التدخل العسكري هناك. أقامت بولندا علاقات دبلوماسية مع المجلس الوطني الانتقالي خلال زيارة وزير الخارجية البولندي رادوسلاف سيكورسكي إلى بنغازي في 11 مايو، عندما أعلن الاعتراف بالمجلس الوطني الانتقالي باعتباره "محاورًا شرعيًا للمجتمع الدولي (...) في ليبيا" وكانت بولندا الدولة الوحيدة التي فتحت سفارتها في بنغازي. واعترفت بولندا بالمجلس الوطني الانتقالي بوصفه " الحكومة الشرعية للشعب الليبي". بولندا كانت عضوًا في مجموعة الاتصال الليبية، حيث عرضت لاطلاق حزمة من المساعدات الإنسانية، وتقديم التدريب اللازم لمسؤولي الدولة والنظام الجديد. وهناك تقارير غير رسمية تفيد بأن بولندا كانت ترسل أسلحة وضباطًا من القوات الخاصة البولندية. وقد كان أحمد الملول وهو جراح ليبي في بولندا وسيطًا بين المجلس الوطني الانتقالي والحكومة البولندية . وفي 15 سبتمبر أعادت بولندا فتح سفارتها في طرابلس، وبدأت في التمهيد لإرسال المساعدات الإنسانية إلى ليبيا، والتي وصلت مصراته بالفعل في 3 أكتوبر كانت الزيارة الثانية لوزير خارجية بولندا إلى طرابلس في 24 أكتوبر. وبعد ثلاثة أيام قرر المتوفي الليبي تعزيز العلاقات الثنائية بين البلدين وإخطار وزارة الخارجية البولندية بترقية مكتب التعاون الأقتصادي في وارسو إلى رتبة سفارة، وإنشاء لجنة ليبية بولندية مشتركة برئاسة وزيري خارجية البلدين. |
| البرتغال        | 1975                   | انظر: العلاقات البرتغالية الليبية. |
| رومانيا         | 14 فبراير1974          | انظر: العلاقات الليبية الرومانية. |
| روسيا           | 4 سبتمبر 1955          | انظر: العلاقات الروسية الليبية. انتقدت روسيا بشدة التدخل العسكري الذي قادته منظمة حلف شمال الأطلسي في الحرب الأهلية الليبية، على الرغم من أنها اختارت عدم استخدام حق النقض في مجلس الأمن التابع للأمم المتحدة لمنعه. وفي 27 مايو عام2011م،صرح الرئيس الروسي دميتري ميدفيديف إنه على الرغم من معارضة موسكو للعمليات العسكرية، إلا أنها تعتقد أن القذافي يجب أن يترك السلطة. وفي أوائل يونيو 2011م استقبلت بنغازي المبعوث الروسي ميخائيل مارغيلوف، وكان الهدف المعلن هو التوسط في هدنة بين القوات المناهضة للقذافي وحكومة القذافي. وقد اعترفت روسيا بالمجلس الوطني الانتقالي كممثل شرعي وحيد للبلاد في الأول من سبتمبر عام 2011م. |
| صربيا           | 2 أكتوبر 1955          | انظر: العلاقات الليبية الصربية. |
| أوكرانيا        | 17 مارس 1992           | انظر: العلاقات الليبية الأوكرانية. أقامت البلدان علاقات دبلوماسية فيما بينهما في 17 مارس عام 1992م. |
| المملكة المتحدة | 24 ديسمبر 1951         | انظر: العلاقات بين ليبيا والمملكة المتحدة. أقامت البلدان علاقات دبلوماسية فيما بينهما في 24 ديسمبر عام 1951م. شاركت المملكة المتحدة في رعاية قرار مجلس الأمن رقم 1973 وكانت واحدة من أكبر المساهمين في عملية التدخل الذي قادته منظمة حلف شمال الأطلسي لإضعاف القوة العسكرية لقوات معمر القذافي، على الرغم من أنها نفذت عددًا أقل بكثير من زملائها في التحالف، فرنسا والولايات المتحدة، فيما يتعلق بمهام الضربات. في بدايات سبتمبر عام 2011م، قامت القوات الجوية الملكية البريطانية بنقل شحنات من الأموال الليبية غير المجمدة في شكل أوراق نقدية من الدينار إلى بنغازي، حيث يقع البنك المركزى المؤقت للمجلس الانتقالي. وفي 15 سبتمبر قام رئيس الوزراء ديفيد كاميرون بزيارة طرابلس برفقة الرئيس الفرنسي ساركوزي، من أجل لقاء زعماء المجلس الوطني الانتقالي. |

### أوقيونسيا
| الدولة   | بداية العلاقات الرسمية | ملاحظات |
| -------- | ---------------------- | --- |
| أستراليا | 4 يناير1978            | انظر: العلاقات الليبية الأسترالية. أقامت البلدان علاقات دبلوماسية فيما بينهما في 4 يناير عام 1978م. أستراليا كانت من أكبر الداعمين غير العسكريين للثوار أثناء الحرب الأهلية الليبية، حيث قامت بإرسال مساعدات إنسانية إلى ليبيا أكثر من أي دولة أخرى بعد الولايات المتحدة الأمريكية. وكان من المبكر نسبيًا الأعتراف بالمجلس الوطني الانتقالي، حيث أن ذلك قد حدث في 9 يونيو 2011م، قبل أشهر من الاستيلاء على طرابلس. في ديسمبر 2011، سافر وزير الخارجية الأسترالي إلى ليبيا للقاء رئيس الوزراء الليبي عبد الرحيم الكيب. ورفع الوزير الأسترالي علم أستراليا في القنصل العام لبلاده في طرابلس وتعهد بدعم كانبرا للجهود الرامية إلى إزالة الألغام الأرضية غير المنفجرة في ليبيا، فضلاً عن تقديم المشورة بشأن الانتقال المخطط له في ليبيا إلى الحكم الديمقراطي. |
| فانواتو  | 29 مايو1986            | انظر: العلاقات بين ليبيا وفانواتو. أقامت البلدان علاقات دبلوماسية فيما بينهما في 29 مايو عام 1986م. |